# Bernard Williams (giocatore di football americano)
Bennie Bernard Williams (Memphis, 18 luglio 1972) è un ex giocatore di football americano statunitense che ha giocato nel ruolo di offensive tackle nella National Football League (NFL), nella Canadian Football League (CFL) e nella Arena Football League (AFL).

## Biografia
Al college Williams giocò a football a Georgia. Fu scelto come 14º assoluto nel Draft NFL 1994 dai Philadelphia Eagles. Nella sua stagione da rookie disputò come titolare tutte le 16 partite. Conosciuto per la sua abitudine a fumare marijuana, Williams dopo il suo primo anno fallì 15 test antidoping, venendo bandito dalla NFL. Tornò a giocare nel 2000 con i BC Lions della CFL. Nel 2003 firmò con i Toronto Argonauts con cui giocò fino al 2006, vincendo la Grey Cup nel 2004.

## Palmarès
- Grey Cup: 1

Toronto Argonauts: 2004

## Statistiche
NFL
| Partite totali      | 16 |
| Partite da titolare | 16 |